# Lasioglossum channelense
Lasioglossum channelense là một loài Hymenoptera trong họ Halictidae. Loài này được McGinley mô tả khoa học năm 1986.